# Coll Blanc (Granera)
El Coll Blanc és una collada situada a 623,6 m d'altitud situat a cavall dels termes municipals de Mura, del Bages, i Granera, del Moianès.
Està situat en el punt quilomètric 27,153 de la carretera B-124, al sud de la masia del Rossinyol i al nord de la de les Elies.